# Elizabeth Müller
Elizabeth Müller (Elizabeth Clara Müller, verheiratete Gonçalves; * 8. Juni 1926 in São Paulo; † 12. Juli 2010 in Abelardo Luz, Santa Catarina) war eine brasilianische Hochspringerin, Weitspringerin, Sprinterin und Kugelstoßerin.

## Sportliche Laufbahn
Bei den Leichtathletik-Südamerikameisterschaften gewann sie 1941 in Buenos Aires Silber über 200 m. 1945 in Montevideo siegte sie über 200 m und im Kugelstoßen; im Weitsprung holte sie Silber, im Hochsprung Bronze.
1948 kam sie bei den Olympischen Spielen in London im Hochsprung auf den 17. Platz und schied über 100 m und im Kugelstoßen in der ersten Runde aus. Bei den Südamerikameisterschaften 1949 in Lima siegte sie im Hochsprung und gewann Silber im Kugelstoßen.
Bei den Panamerikanischen Spielen 1951 in Buenos Aires errang sie Bronze im Hochsprung. Im Jahr darauf verteidigte sie bei den Südamerikameisterschaften 1952 in Buenos Aires ihren Titel im Hochsprung.
1954 in São Paulo wurde sie zum zweiten Mal Südamerikameisterin im Kugelstoßen und gewann Silber im Hochsprung. 1955 wurde sie bei den Panamerikanischen Spielen in Mexiko-Stadt Siebte im Weitsprung, 1956 holte sie bei den Südamerikameisterschaften in Santiago Silber im Hochsprung und Bronze im Kugelstoßen.

## Persönliche Bestleistungen
- 100 m: 12,3 s, 1953
- 200 m: 25,8 s, 1946
- Hochsprung: 1,60 m, 21. November 1953, São Paulo
- Weitsprung: 5,32 m, 22. April 1945, Montevideo
- Kugelstoßen: 12,21 m, 1949